# Lycée Albert-Schweitzer
 (avril 2010).
Si vous disposez d'ouvrages ou d'articles de référence ou si vous connaissez des sites web de qualité traitant du thème abordé ici, merci de compléter l'article en donnant les références utiles à sa vérifiabilité et en les liant à la section « Notes et références ».
Pour les articles homonymes, voir Schweitzer.
Le lycée Albert-Schweitzer (en allemand : Albert-Schweitzer-Gymnasium) est un lycée de la commune de Kaiserslautern, en Allemagne. Il accueille 900 élèves. C'est le plus ancien lycée de la ville, il a été ouvert en 1811.